# Maxon

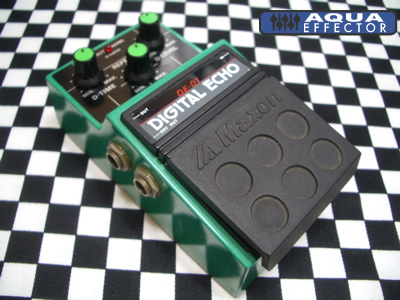
Effectpedaal van de merk Maxon.

Maxon is de naam die in gebruik is door het Japanse bedrijf Nisshin Onpa voor hun effectpedalen voor gitaar en bas.
Maxon (Nisshin Onpa) begon in de jaren zestig als een fabrikant van gitaarelementen. Ze maakten elementen voor Aria, Ibanez en Greco gitaren. In 1969 werden ze ook effectenfabrikant, hoofdzakelijk als een maker van OEM-producten voor andere bedrijven. In die tijd maakte Nisshin Onpa een fuzz/wah pedaal dat heel populair was, onder de naam Ibanez. In de jaren zeventig ontwierp en maakte Nisshin Onpa de nu legendarische TS-808 en TS-9 Tube Screamers voor Ibanez, en vele andere modellen waaronder de FL-9 Flanger, CS-9 Chorus en de AD-9 Analog Delay. Daarnaast brachten ze hun effecten uit onder hun eigen naam Maxon. Toen Nisshin Onpa en Ibanez scheidde in 2002, begon Nisshin Onpa met een nieuwe reeks Maxon-pedalen.

## Pedalen

### Reissue Series
- OD808 Overdrive
- GE601 Graphic Equalizer
- D&S Distortion / Sustainer
- D&S II Distortion / Sustainer
- CP101 Compressor
- PT999 Phase Tone

### 9 Series
- AD-9 Analog Delay Pro
- AF-9 Auto Filter
- CP-9 Pro+ Compressor
- CS-9 Stereo Chorus Pro
- FL-9 Flanger
- OD-9 Overdrive
- OD-9 Pro+ Overdrive
- OOD-9 Organic Overdrive
- OSD-9 Overdrive/Soft Distortion
- PT-9 Pro+ Phase Shifter
- SD-9 Sonic Distortion
- VOP-9 Vintage Overdrive Pro

### Vintage Series
- AD-999 Analog Delay
- CS-550 Stereo Chorus
- DS-830 Distortion Master
- OD-820 Overdrive Pro
- PH-350 Rotary Phaser

### Real Tube Series
- RCP 660 Real Compressor
- ROD 880 Real Overdrive
- ROD 881 Real Overdrive/Distortion

## Gitaristen/bands
Dit zijn gitaristen en bands die Maxon pedalen gebruiken:
- Scott Henderson (Tribal Tech)
- R.E.M.
- Buddy Guy
- Sum41
- Marty Friedman
- Pearl Jam
- Lynyrd Skynyrd
- Troy van Leeuwen (Queens Of The Stone Age)